# Zoanthus pacificus
Zoanthus pacificus är en korallart som beskrevs av Walsh och Nancy J. Bowers. Zoanthus pacificus ingår i släktet Zoanthus och familjen Zoanthidae. Inga underarter finns listade i Catalogue of Life.